# Super Kirby Clash
Super Kirby Clash est un jeu vidéo sorti en 2019.